# Omrzliny

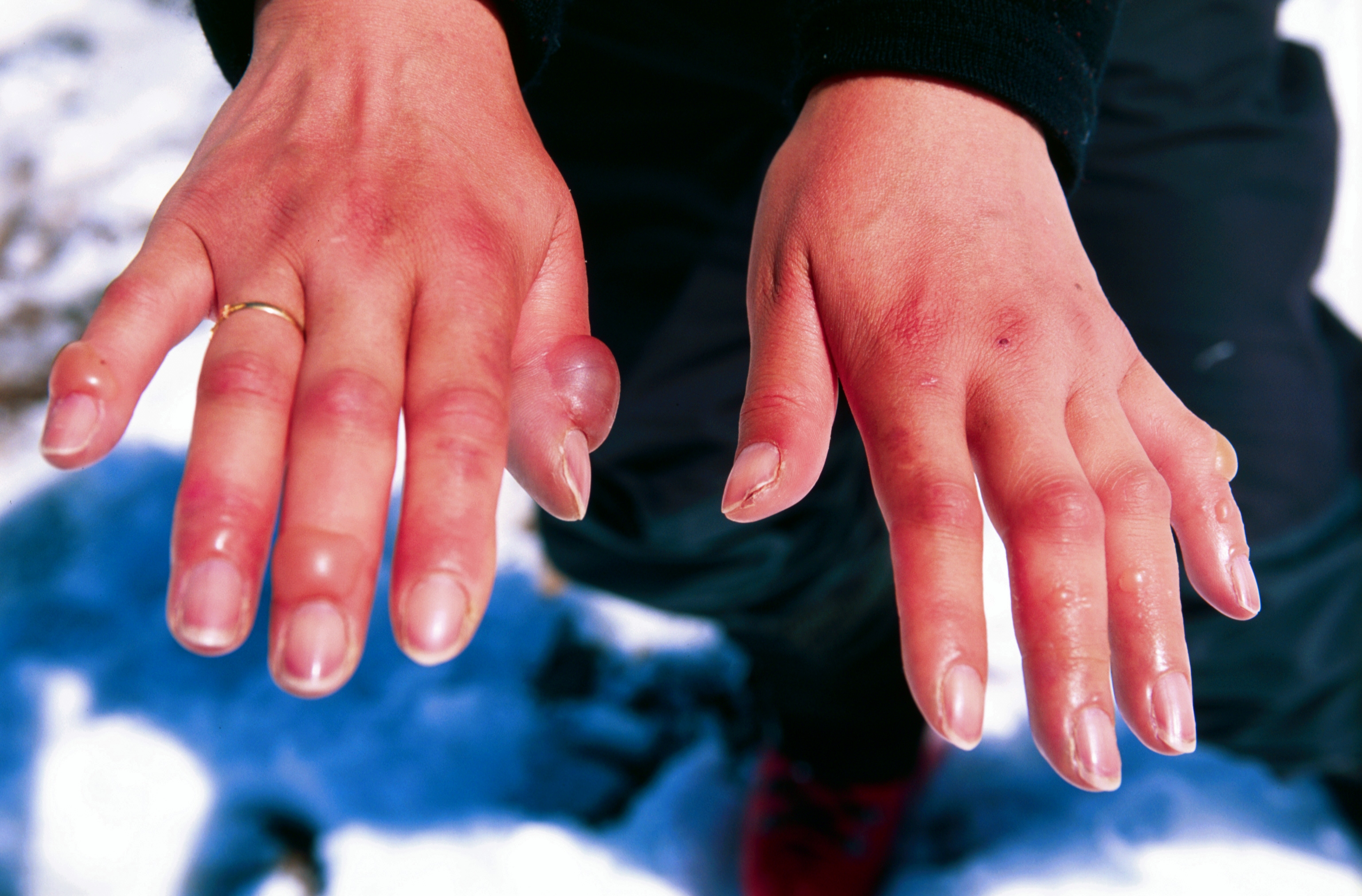
Omrzliny - rozvoj puchýřů

Omrzlina (latinsky congelatio) je druh poranění organismu, které vzniká působením nízkých teplot na kůži a v podkoží. Místa náchylná k tvorbě omrzlin jsou končetiny, především prsty, nos a uši, a to díky menšímu objemu, a tedy tendenci rychleji prochladnout. Během omrzlin organismus postupně ztrácí v končetinách cit, pak dochází k poškození tkáně. Rozsah postižené oblasti je v některých případech tak závažný, že může skončit až ztrátou poškozené končetiny. Chronické omrzliny se označují jako oznobeniny (pernio).
Omrzliny se dělí na jednotlivé stupně v závislosti na síle poškození – od lehkých omrzlin, které nejsou příliš nebezpečné a projevují se jen znecitlivěním prstů, až po těžké omrzliny, kdy hrozí zčernání a odumření tkáně.

## Příčiny tvorby omrzlin
Omrzliny se tvoří jako reakce organismu na vystavení nevhodným životním podmínkám, kdy dochází ke ztrátě tepla a k prochladnutí organismu. Základním předpokladem pro jejich vznik je nižší teplota okolí, než je teplota organismu. U člověka je to teplota pod 15 °C, ale většinou musí být mnohem nižší, a to pod 3 °C. Urychlujícím faktorem je působení větru, jehož proudění odnímá tepelnou vrstvu vytvořenou okolo těla (a vyzařovanou kůží) a rychleji ochlazuje organismus, čímž uspíší vznik omrzlin. Podobně funguje i vlhkost, která opět snadno snižuje teplotu organismu.
V některých případech stojí za vznikem omrzlin nedostatečné prokrvení tkáně, které může být vrozeného původu a nebo může být navozeno uměle – zejména některými léky (beta blokátory) či nemocemi jako cukrovka, ale také například kouřením nebo nevhodným (například těsným) oblečením.

## Příznaky
Prvními příznaky vzniku omrzlin jsou snižování citlivosti kůže a změna její barvy ze zdravě růžové na bílou. Další příznaky se vyvíjejí postupně, rozlišení na stupně není zpočátku možné. Tkáň se začíná nezvratně poškozovat, až nakonec odumře. Pokud by bylo působení mrazu vystaveno celé tělo, dojde k jeho třasu a nakonec upadne organismus do šoku a umírá.

## První pomoc
Lehké omrzliny se dají poměrně snadno léčit a organismus je schopen se zcela uzdravit.  Postižená část by měla být umístěna do prostředí s kontrolovanou pokojovou teplotou, zvláště nebezpečné je sálavé teplo, protože omrzlá tkáň je necitlivá. Těžké omrzliny se léčí  vložením končetiny do vody s teplotou 38 °C. Dobu úplného zmrznutí (ztuhnutí tkáně) je nutné zkrátit na minimum. Je vhodné přidat do vody antiseptický prostředek  na bázi jódu nebo chlorhexidinu. Protože rozmrazování je velmi bolestivé, dostávají omrzlí analgetika.
V případě, že není možné umístit končetinu do teplého místa, lze ji nouzově zahřívat kontaktem s teplejší částí těla, jako je například klín či podpaží. Doba ohřívání se tím ale prodlouží. 
Je nutno se vyvarovat opakovaného omrznutí rozehřátých končetin, neboť by došlo k jejich většímu poškození. Je třeba zvážit riziko a případně ponechat omrzliny bez ohřívání.
Rozhodně se nedoporučuje postižená místa třít, masírovat či vkládat končetiny ke zdroji silného sálavého tepla, jako je oheň, kamna, ohřívací polštářky nebo fén. Na necitlivé kůži totiž snadno vznikají hluboké popáleniny. A konečně, nedoporučuje se ani propichování puchýřů.